# Originals (Prince)
Originals è una compilation postuma del musicista statunitense Prince, pubblicata nel 2019. Contiene le versioni demo, registrate tra il 1981 e il 1995, dei brani che Prince scrisse per altri artisti come Sheila E., Apollonia 6, Martika e le Bangles.

## Tracce
Testi e musiche di Prince, eccetto dove indicato.
1. Sex Shooter – 3:06
2. Jungle Love – 3:04 (Prince, Morris Day, Jesse Johnson)
3. Manic Monday – 2:51
4. Noon Rendezvous – 3:00 (Prince, Sheila E.)
5. Make-Up – 2:27
6. 100 MPH – 3:30
7. You're My Love – 4:24
8. Holly Rock – 6:38 (Prince, Sheila E.)
9. Baby, You're a Trip – 5:51
10. The Glamorous Life – 4:12
11. Gigolos Get Lonely Too – 4:41
12. Love... Thy Will Be Done – 4:07 (Prince, Martika)
13. Dear Michaelangelo – 5:22 (Prince, Sheila E.)
14. Wouldn't You Love to Love Me? – 5:56
15. Nothing Compares 2 U – 4:40